# تغییر چرب
تغییر چرب یا استئاتوز (steatosis) فرایندی است از حفظ غیرعادی چربی‌ها در درون یاخته‌ها. تغییر چرب نشانگر اختلال در روند عادی سنتز و حذف چربی تری‌گلیسیرید است.